# 仮面山荘殺人事件
『仮面山荘殺人事件』（かめんさんそうさつじんじけん）は、東野圭吾の長編推理小説。1990年12月に徳間書店からトクマ・ノベルズとして単行本が発行され、1995年3月に講談社文庫から文庫本が発行された。講談社文庫（旧版）は版を重ね、2024年3月で109版を発行。2024年6月に講談社文庫の新装版が発行された。

## あらすじ
ビデオ制作会社社長・樫間高之は運転中、急ブレーキで資産家令嬢・森崎朋美に追突される。朋美は左足首から先を失い義足となり、バレエができなくなった絶望から自殺を図るが、見舞いに来た高之に助けられる。これがきっかけで朋美は高之を気に入り、2人は交際を始める。
2年後、婚約した2人は結婚式を数日後に控えていた。しかし、慎重に運転していた朋美が自動車事故で崖から転落死する。結婚式直前で目撃者もいたため、事件や自殺とは考えられず、居眠り運転による事故と結論付けられる。
3か月後、朋美の父で森崎製薬社長・森崎伸彦・厚子夫妻の山荘に、親族、秘書、主治医、朋美の親友ら8人が集まる。早世した朋美を偲ぶ内輪のパーティーだった。

### 監禁 1日目
深夜、逃走中の銀行強盗 ジン・タグの2人組が山荘に侵入し、穏やかな雰囲気は一変する。外部との接触を絶たれた8人は、警察への連絡を試みる。SOSの文字を書いたり、タイマーで停電を起こして脱出しようとするが、SOSは消され、タイマーは破壊され失敗する。8人の中に、犯人に協力する裏切り者がいた。
さらに、犯人の一人が何者かにビールに入れられた睡眠薬で眠り込む。そのため、8人のうち7人は鍵をかけられた部屋に閉じ込められ、厚子だけが人質となる。

### 監禁 2日目
翌朝、朋美の従姉妹の篠雪絵が背中を刺され死亡しているのが発見される。部屋は内側から鍵がかかっており、雪絵が深夜に強盗犯を入れたとは考えにくい。「後で行く……ドアの鍵をあけて……」というメモの断片が残されていたことから、犯人は銀行強盗ではない可能性が高い。
雪絵の日記からは『朋美が死んだ日のページ』が切り取られており、犯人は「朋美の殺害」に関与したか、朋美の復讐を企てている可能性が浮上する。

### 監禁 3日目
強盗犯の仲間フジが山荘に到着する。姿も声も出さないフジを「銀行の職員ではないか」と推理したことから、強盗犯たちは7人を殺害して逃走すると言い出す。それを阻止するため、雪絵を殺害した人物を特定する必要に迫られる。
伸彦の秘書・下条玲子は、裏切り者は伸彦だと推理する。「雪絵がピルケースに睡眠薬を補充するのを見た伸彦が、雪絵が朋美に睡眠薬を飲ませたと誤解し復讐した」と指摘すると、追い詰められた伸彦は窓から湖に飛び降り自殺を図る。
その後、森崎製薬の弱みを握った強盗犯たちは皆殺しを撤回し、翌日の夜明け前に出ていくことになる。全員がそれぞれの部屋に閉じ込められ、高之が人質として拘束される。

### 監禁 4日目
縛られた高之が思考に耽っていると、飛び降り自殺をしたはずの伸彦が山荘に戻り、これまでの経緯を語り始める。
雪絵への復讐のため8人を山荘に集めた伸彦は、2日目の夜に雪絵を殺害した際、雪絵は死に際に「違うんです、でも同罪ですね」と言い残し、日記のページを破り飲み込んだという。その行動から、雪絵は犯人ではなく誰かを庇っていたのではないかと伸彦は言う。
犯人ではない雪絵を殺害したことを後悔し自首するという伸彦に、高之は手をかける……。高之の過去が脳裏をよぎり、物語は予想外の結末を迎える。

## 登場人物

### 8人の宿泊者
樫間高之（かしま たかゆき）
ビデオ制作会社経営。朋美の婚約者。伸彦の人脈で仕事を得ており、経営は順調。朋美の死後も「婚約者」として森崎家と交流がある。
森崎伸彦（もりさき のぶひこ）
利明と朋美の父。森崎製薬社長。
森崎厚子（もりさき あつこ）
利明と朋美の母。伸彦の妻。朋美の死を忘れられない。
森崎利明（もりさき としあき）
朋美の兄。
篠雪絵（しの ゆきえ）
厚子の姪。朋美の1歳下の従姉妹で、双子のように育った。物静かで温順な美女。大学卒業後、父の学習塾を手伝う。木戸から激しいアプローチを受けるも、生理的に受け付けず拒否している。かつて、朋美の婚約者として紹介された高之に好意を抱き、区切りをつけるためバレンタインデーの翌日にメモ付きのチョコを渡している。
木戸信夫（きど のぶお）
一正の主治医。父は厚子と一正の従兄。年下の雪絵に惚れ込み、執拗にアプローチする。
下条玲子（しもじょう れいこ）
伸彦の秘書。メモを取る癖がある。
阿川桂子（あがわ けいこ）
朋美の親友。小説家。幼少時から朋美とバレエを習っていた。朋美の事故が、親しい人物による睡眠薬などを使った殺人ではないかと疑っている。

### 強盗犯
ジン
強盗犯。痩せて小柄。頭が切れる。
タグ
強盗犯。大柄で粗暴。
フジ
強盗犯たちのリーダー格。

### その他
森崎朋美（もりさき ともみ）
高之の婚約者。結婚式4日前に交通事故で死亡。2年前に追突事故を起こして以来、運転を避けていたが、結婚式準備のため再開していた。2年前の事故は、朋美のスピード超過と車間距離不保持が原因で、樫間の車に追突。左足首から先を切断しバレエができなくなり、入院中に手首を切って自殺未遂。見舞いに来た樫間を気に入り、交際が始まった。
篠一正（しの かずまさ）
厚子の弟。雪絵の父で、小規模な学習塾を経営。経営状況は芳しくない。今回の山荘パーティーには不参加。
警察官
数名。強盗犯逮捕のため仮面山荘へ聞き込みに訪れる。

## キャッチコピー
- スカッとだまされてみませんか

## 書籍情報
- 1990年12月（単行本） - 徳間書店（トクマ・ノベルズ）、ISBN 4-19-154407-1
- 1995年3月[1]（文庫本） - 講談社文庫、ISBN 4-06-185966-8
- 2024年6月[2]（文庫本 新装版） - 講談社文庫、ISBN 978-4-06-535728-6

## 舞台
2019年9月から10月にかけて、東京・大阪・新潟で舞台化された。2023年9月から10月にかけて、東京・大阪で再公演予定。脚本・演出は成井豊。
なお、この舞台のDVDが2020年3月に発売されている。

### 2019年公演
東京公演
2019年9月28日 - 10月6日 / サンシャイン劇場
大阪公演
2019年10月11日 - 10月13日 / サンケイホールブリーゼ
新潟公演
2019年10月19日 / 新潟市民芸術文化会館（りゅーとぴあ）

#### キャスト
- 平野綾[3]
- 木戸邑弥
- 伊藤万理華
- 畑中智行
- 坂口理恵
- 鯨井康介
- 筒井俊作
- 原田樹里
- オレノグラフィティ
- 関根翔太
- 佐藤豪
- 辰巳琢郎

#### スタッフ
- 脚本・演出 - 成井豊

### 2023年公演
東京公演
2023年10月11日 - 10月15日 / サンシャイン劇場
大阪公演
2023年10月18日 - 10月19日 / サンケイホールブリーゼ

#### キャスト
- 溝口琢矢[4]
- 清水由紀
- 畑中智行
- 三浦剛
- 原口健太郎
- 岡田さつき
- 森めぐみ
- 瀧原光（NORD)
- 稲田ひかる
- 北見翔
- 上ノ町優仁
- 松崎浩太郎
- 南木春香

#### スタッフ
- 脚本・演出 - 成井豊